# NGC 1491
NGC 1491 (другое обозначение — LBN 704) — эмиссионная туманность в созвездии Персей.
Этот объект входит в число перечисленных в оригинальной редакции «Нового общего каталога».
Описание и координаты NGC 1491, данные Гершелем, хорошо соответствуют этому объекту. Однако Джон Дрейер в Новом общем каталоге использовал микрометрические координаты туманности, измеренные Василием Энгельгардтом, которые указывают на звезду, расположенную в 1,5' к востоку от самой яркой части NGC 1491.